# Map of the Soul: Persona
Map of the Soul: Persona ist die sechste EP der südkoreanischen Boygroup BTS, welche am 12. April 2019 über Big Hit Entertainment erschien. Das Album enthält sieben Lieder, darunter die Single Boy with Luv mit der US-amerikanischen Sängerin Halsey. Vier verschiedene physikalische Versionen (1, 2, 3, 4) wurden veröffentlicht. Persona ist der erste Teil der Map-of-the-Soul-Serie.

## Hintergrund und Inhalt
Map of the Soul: Persona wurde teilweise von Carl Gustav Jungs Theorien und der griechischen Mythologie inspiriert.
Am 27. März kam der Comeback-Trailer Persona von Leader RM heraus. Er rappt in einem Klassenzimmer und im Hintergrund sieht man eine Tafel, die mit Stichwörtern aus Jungs Theorie vollgekritzelt ist. Der Song geht mit der Frage „Wer bin ich?“ um.
Am 31. März und 2. April veröffentlichte BigHit die vier Konzeptbilder. In Version 4 sieht man BTS mit Weintrauben, die auf den griechischen Gott Dionysus zurückzuführen sind.
Am 8. April veröffentlichte BigHit die Titelliste und beschrieb die sieben Tracks in einer Pressemitteilung.
Die Single Boy with Luv gehört der Musikrichtung Pop-Funk an und behandelt das Thema Liebe und Freude. Der Song geht auf Bangtans alten Track Boy in Luv von Skool Luv Affair zurück.
Mikrokosmos und HOME sind beide Songs, die die Jungs an ihre Fans ARMY widmen. BTS selbst beschreiben Mikrokosmos als einen Song, mit dem sie „die Welt durch menschliches Interesse malen.“ In HOME singen sie darüber, dass ihre Fans ihr Zuhause sind, in dem sie sicher fühlen, wenn sie müde und einsam sind.
Make It Right wurde von Ed Sheeran geschrieben. Jamais Vu, welcher das gleichnamige Phänomen Jamais Vu beschreibt, ist ein Unit-Song von J-Hope, Jungkook und Jin. Der letzte Song Dionysus, welcher den Namen des griechischen Gottes für Fruchtbarkeit und Wein trägt, ist ein Hip-Hop Track mit starken Rockeinflüssen.
Ihren ersten Auftritt mit der Single Boy with Luv hatte BTS bei Saturday Night Live in New York.

## Musikvideo
Am 7. und 10. April wurden die Teaser zu Boy with Luv veröffentlicht. Das Musikvideo, welches am 12. April zeitgleich mit dem Album erschien, ist stark von dem US-amerikanischen Film-Musical Singin’ in the Rain inspiriert.
Das Video erreichte nach 24 Stunden mehr als 74,6 Millionen Klicks und brach somit den YouTube-Rekord für die meisten Aufrufe an einem Tag. Ein weiterer Rekord wurde gebrochen, als es nach nur 37 Stunden 100 Millionen Aufrufe erreichte.

## Kritik
Auf Metacritic bekam Persona 72 Punkte.
Neil Z. Young von Allmusic lobte das Album und schrieb „obwohl es nur das erste Teil des Puzzles ist, ist Map of the Soul: Persona das passende Stück für eine Gruppe in Bestform.“ Für NME schrieb Rhian Daly: „Map Of The Soul: Persona springt eindrucksvoll und zusammenhängend von Genre zu Genre, klingt aber überzeugender als je zuvor.“
Gemischte Kritik bekam Persona von Douglas Greenwood von The Independent. Dieser schrieb „wenn sie ohne die großen Co-Stars auf eigenen Beinen stehen, sind BTS immer noch völlig überzeugend mit ihrem eigenen Sound. Die Musik bleibt produktionstechnisch ein wenig auf der Strecke, wenn es darum geht, Neuland zu betreten.“

## Titelliste
Die Songwriter und Produzenten wurden aus dem CD-Booklet übernommen.
| Nr.          | Titel                       | Text | Musik                            | Länge |
| ------------ | --------------------------- | --- | -------------------------------- | ----- |
| 1.           | Intro: Persona              | Hiss noise, RM, Pdogg | Hiss noise                       | 2:54  |
| 2.           | Boy with Luv (feat. Halsey) | Pdogg, RM, Melanie Joy Fontana, Michel „Lindgren“ Schulz, „hitman“ bang, SUGA, Emily Weisband, J-Hope, Ashley Frangipane                                                                  | Pdogg                            | 3:49  |
| 3.           | Mikrokosmos                 | Matty Thomson, Max Lynedoch Graham, Marcus McCoan, Ryan Lawrie, James F Reynolds, RM, SUGA, J-Hope, „DJ Swivel“ Young, Candace Nicole Sosa, Melanie Joy Fontana, Michel „Lindgren“ Schulz | Arcades                          | 3:46  |
| 4.           | Make It Right               | Fred Gibson, Ed Sheeran, Benjy Gibson, RM, SUGA, J-Hope | FRED                             | 3:42  |
| 5.           | HOME                        | Pdogg, RM, Lauren Dyson, Tushar Apte, SUGA, J-Hope, Krysta Youngs, Julia Ross, Bobby Chung, Song Jae-kyung, ADORA                                                                         | Pdogg                            | 4:00  |
| 6.           | Jamais Vu                   | Marcus McCoan, Owen Roberts, Matty Thomson, Max Lynedoch Graham, James F Reynolds, RM, J-Hope, „hitman“ bang                                                                              | Arcades, Bad Milk, Marcus McCoan | 3:46  |
| 7.           | Dionysus                    | Pdogg, J-Hope, Supreme Boi, RM, SUGA, Roman Campolo | Pdogg                            | 4:08  |
| Gesamtlänge: | Gesamtlänge:                | Gesamtlänge: | Gesamtlänge:                     | 26:05 |

## Kommerzieller Erfolg

### Chartplatzierungen
Map of the Soul: Persona wurde vor Veröffentlichung über drei Millionen Mal vorbestellt. In ihrer Heimat erreichte die Gruppe damit zum elften Mal die Spitze der Albumcharts; in Deutschland erreichte die EP Platz drei, womit BTS erstmals in die Top 10 der deutschen Albumcharts einstieg. In den USA ist es ihr drittes Nummer-eins-Album in weniger als einem Jahr, etwas, das zuletzt den Beatles gelang. Im Vereinigten Königreich ist es das erste Album eines koreanischen Künstlers, das die Spitze der Album-Charts erreichte. Laut den United World Charts verkaufte das Album in der ersten Woche weltweit 2.514.000 Einheiten.
| ChartsChartplatzierungen       | Höchstplatzierung | Wochen |
| ------------------------------ | ----------------- | ------ |
| Deutschland (GfK)              | 3 (47 Wo.)        | 47     |
| Japan (Oricon)                 | 2 (… Wo.)         | …      |
| Österreich (Ö3)                | 4 (22 Wo.)        | 22     |
| Schweiz (IFPI)                 | 3 (45 Wo.)        | 45     |
| Südkorea (KMCA)                | 1 (… Wo.)         | …      |
| Vereinigte Staaten (Billboard) | 1 (35 Wo.)        | 35     |
| Vereinigtes Königreich (OCC)   | 1 (19 Wo.)        | 19     |

| ChartsJahrescharts (2019)      | Platzierung |
| ------------------------------ | ----------- |
| Deutschland (GfK)              | 42          |
| Japan (Oricon)                 | 5           |
| Österreich (Ö3)                | 59          |
| Schweiz (IFPI)                 | 44          |
| Südkorea (KMCA)                | 1           |
| Vereinigte Staaten (Billboard) | 51          |
| Vereinigtes Königreich (OCC)   | 66          |

| ChartsJahrescharts (2020) | Platzierung |
| ------------------------- | ----------- |
| Südkorea (KMCA)           | 45          |

| ChartsJahrescharts (2021) | Platzierung |
| ------------------------- | ----------- |
| Südkorea (KMCA)           | 39          |

| ChartsJahrescharts (2022) | Platzierung |
| ------------------------- | ----------- |
| Südkorea (KMCA)           | 44          |

### Auszeichnungen für Musikverkäufe
In Südkorea konnte das Album bis heute über vier Millionen Mal verkauft werden und wurde mit 4× Diamant ausgezeichnet.
Map of the Soul: Persona wurde von Nielsen Music zum zweitmeistverkauften physischen Album des Jahres 2019 in den USA ernannt, nur hinter Taylor Swifts Lover, und belegte in der Gesamtwertung der Top-10-Alben (Gesamtverkäufe) in den USA den sechsten Platz. Mit weltweiten Verkäufen von 2,5 Millionen Platten wurde Map of the Soul: Persona von der International Federation of the Phonographic Industry als drittbest-verkauftes Album des Jahres 2019 ausgezeichnet. Map of the Soul: Persona war auch das weltweit zweitbestverkaufte Album einer Band, nur hinter Arashis 5x20 All the Best! 1999–2019.
| Land/Region                  | Auszeichnungen für Musikverkäufe (Land/Region, Auszeichnung, Verkäufe) | Verkäufe  |
| ---------------------------- | ---------------------------------------------------------------------- | --------- |
| Belgien (BRMA)               | Gold                                                                   | 10.000    |
| Frankreich (SNEP)            | Gold                                                                   | 50.000    |
| Italien (FIMI)               | Gold                                                                   | 25.000    |
| Japan (RIAJ)                 | Gold                                                                   | 294.589   |
| Neuseeland (RMNZ)            | Gold                                                                   | 7.500     |
| Polen (ZPAV)                 | Platin                                                                 | 20.000    |
| Spanien (Promusicae)         | Gold                                                                   | 20.000    |
| Südkorea (KMCA)              | 4× Diamant                                                             | 4.000.000 |
| Ungarn (MAHASZ)              | Gold                                                                   | 2.000     |
| Vereinigte Staaten (RIAA)    | Gold                                                                   | 500.000   |
| Vereinigtes Königreich (BPI) | Gold                                                                   | 100.000   |
| Insgesamt                    | 9× Gold · 1× Platin · 4× Diamant ·                                     | 5.029.089 |

Hauptartikel: BTS (Band)/Auszeichnungen für Musikverkäufe

## Auszeichnungen

### Preisverleihungen
| Jahr | Preisverleihung         | Preis                          | Ergebnis | Ref.   |
| ---- | ----------------------- | ------------------------------ | -------- | ------ |
| 2019 | Melon Music Awards      | Album of the Year              | Gewonnen | [ 36 ] |
| 2019 | Mnet Asian Music Awards | Album of the Year              | Gewonnen | [ 37 ] |
| 2020 | Gaon Chart Music Awards | Album of the Year (2. Quartal) | Gewonnen | [ 38 ] |
| 2020 | Gaon Chart Music Awards | Retail Album of the Year       | Gewonnen | [ 38 ] |
| 2020 | Golden Disc Awards      | Disc Bonsang                   | Gewonnen | [ 39 ] |
| 2020 | Golden Disc Awards      | Disc Daesang                   | Gewonnen | [ 39 ] |
| 2020 | Seoul Music Awards      | Bonsang Award                  | Gewonnen | [ 40 ] |
| 2020 | Seoul Music Awards      | Daesang Award                  | Gewonnen | [ 40 ] |

### Musikshows
| Programm          | Datum          | Ref    |
| ----------------- | -------------- | ------ |
| KBS Music Bank    | 19. April 2019 | [ 41 ] |
| KBS Music Bank    | 26. April 2019 | [ 42 ] |
| KBS Music Bank    | 3. Mai 2019    | [ 43 ] |
| KBS Music Bank    | 17. Mai 2019   | [ 44 ] |
| KBS Music Bank    | 24. Mai 2019   | [ 45 ] |
| KBS Music Bank    | 14. Juni 2019  | [ 46 ] |
| KBS Music Bank    | 21. Juni 2019  | [ 47 ] |
| MBC Music Core    | 20. April 2019 | [ 48 ] |
| MBC Music Core    | 27. April 2019 | [ 49 ] |
| MBC Music Core    | 11. Mai 2019   | [ 50 ] |
| MBC Music Core    | 18. Mai 2019   | [ 51 ] |
| MBC Music Core    | 25. Mai 2019   | [ 52 ] |
| MBC Music Core    | 1. Juni 2019   | [ 53 ] |
| MBC Music Core    | 8. Juni 2019   | [ 54 ] |
| MBC Music Core    | 15. Juni 2019  | [ 55 ] |
| MBC Music Core    | 22. Juni 2019  | [ 56 ] |
| MBC Show Champion | 24. April 2019 | [ 57 ] |
| Mnet M!Countdown  | 25. April 2019 | [ 58 ] |
| SBS Inkigayo      | 28. April 2019 | [ 59 ] |
| SBS Inkigayo      | 12. Mai 2019   | [ 60 ] |
| SBS Inkigayo      | 19. Mai 2019   | [ 61 ] |